# Sevilla Fútbol Club 2013-2014
Questa voce raccoglie le informazioni del Siviglia nelle competizioni ufficiali della stagione 2013-2014.

## Stagione
La stagione 2013-2014 è la 13ª consecutiva in Primera División per il Siviglia. Nonostante il 9º posto in classifica dell'anno precedente, il club andaluso può partecipare all'Europa League come terza squadra spagnola, siccome Málaga e Rayo Vallecano, piazzatesi rispettivamente sesta e ottava in campionato, sono la prima non in regola con il fair play finanziario e la seconda con debiti verso squadre e giocatori.
Il Siviglia comincia dunque la stagione dal terzo turno preliminare di Europa League, nel quale affronta il Mladost Podgorica: dopo il 3 a 0 dell'andata il club spagnolo vince anche il ritorno imponendosi con un indiscutibile 6 a 1.
L'inizio in campionato non è invece dei migliori, in quanto l'Atlético Madrid passa per tre reti a una al Ramón Sánchez Pizjuán. L'avventura verso i gironi di Europa League prosegue però nel migliore dei modi: il 4 a 1 con cui gli uomini di Emery sconfiggono lo Śląsk Wrocław è quasi un'ipoteca per il passaggio del turno. Il punteggio è comunque stato in bilico per buona parte del tempo, ma sull'1 a 1 un'espulsione a danno dei polacchi cambia completamente la partita, anche se bisogna riconoscere un'ottima prova di Marko Marin, che realizza una doppietta. Uno degli ultimi due gol, segnati nei cinque minuti finali, porta la firma di Kevin Gameiro, che si sblocca con la maglia rojiblanca.
In campionato però il Siviglia non riesce a ottenere grandi risultati: infatti, alla sconfitta nella giornata d'apertura, segue un pareggio senza gol a Valencia contro il Levante. La prima vittoria nella Liga continua a mancare anche dopo la terza giornata i nervionenses pareggiano contro il Málaga, grazie a una doppietta di Gameiro, in una partita rocambolesca.
Il 14 settembre, in occasione della partita contro il Barcellona, torna in campo dopo un anno (causa infortunio) Piotr Trochowski. Non c'è stata però possibilità di festeggiare per il Siviglia, che ha perso ancora in campionato, rimanendo fermo a quota due punti. Il Barça è partito meglio, ed è così passato in vantaggio con un gol di Dani Alves. Nel secondo tempo i nervionenses entrano con uno spirito diverso. Dopo alcune occasioni, al 64º ecco un episodio cruciale della partita: l'arbitro annulla un gol regolare di Cala per un presunto fallo ai danni di Busquets. Nel momento migliore degli ospiti arriva il raddoppio blaugrana, del solito Messi che sembrerebbe chiudere la partita, ma la squadra biancorossa non si arrende e trova il pareggio al 90º, grazie alle reti di Rakitić e Coke. Nel recupero arriva però il gol vittoria dei padroni di casa, siglato da Alexis Sánchez, che scatena le polemiche del Siviglia perché la rete sarebbe stata segnata a tempo scaduto.
Il 19 settembre seguente, l'esordio nella fase a gironi della Europa League, sul campo dell'Estoril Praia termina 1-2 in favore del Siviglia, che domina la partita ma vince a fatica grazie alla rete del subentrato Gameiro a meno di un quarto d'ora dal termine.

## Maglie e sponsor
Di seguito le divise utilizzate dal Siviglia nelle partite ufficiali della stagione 2013-2014.
|  | Casa | Trasferta | Terza maglia |

## Organigramma societario
Area direttiva
- Presidente: José María del Nido Benavente
- Vicepresidente: José Castro Carmona
- Consiglieri: Manuel Vizcaíno Fernández, Ramón Rodríguez Verdejo, José María Manzano Gómez, Ramón Somalo Infante, Piedad Parejo-Merino Parejo, José María del Nido Carrasco, Enrique de la Cerda Cisneros, José María González de Caldas Muñoz, Adriana Carrión Amate, Juan Luis Villanueva Ruiz Mateos e Gabriel Ramos Longo

Area organizzativa
- Vicedirettore organizzazione e gestione: Manuel Vizcaíno Fernández

Area comunicazione
- Direttore sala stampa: Jesús Gómez
- Responsabile area sicurezza e relazioni esterne: José Castro Carmona

Area tecnica
- Direttore sportivo: Ramón Rodríguez Verdejo
- Allenatore: Unai Emery
- Allenatore in seconda: Juan Carlos Carcedo Mardones
- Aiutante tecnico: Diego Martínez Penas
- Preparatore dei portieri: Javier García García
- Preparatore atletico: Sergio Domínguez Cobo e Moisés de Hoyo Lora

Area sanitaria
- Responsabile settore medico: José Naranjo Orellana
- Aiuto amministrativo: José Carlos López
- Medico sociale: Juan José Jiménez
- Fisioterapisti: Santiago Valséca, José Ammata e Rafael Alonso
- Massaggiatori: Pedro Rodríguez e Javier Gordillo
- Recupero infortunati: Sergio Domínguez e Moisés del Hoyo

## Rosa
Rosa aggiornata al  febbraio 2014.
| N. |                       | Ruolo | Calciatore              |
| -- | --------------------- | ----- | ----------------------- |
| 1  | Spagna (bandiera)     | P     | Javi Varas              |
| 2  | Argentina (bandiera)  | D     | Federico Fazio          |
| 3  | Spagna (bandiera)     | D     | Fernando Navarro        |
| 4  | Spagna (bandiera)     | D     | Cala                    |
| 5  | Portogallo (bandiera) | D     | Diogo Figueiras         |
| 6  | Portogallo (bandiera) | D     | Daniel Carriço          |
| 7  | Germania (bandiera)   | C     | Marko Marin             |
| 8  | Uruguay (bandiera)    | C     | Sebastián Cristóforo    |
| 9  | Colombia (bandiera)   | A     | Carlos Bacca            |
| 10 | Argentina (bandiera)  | C     | Diego Perotti           |
| 11 | Croazia (bandiera)    | C     | Ivan Rakitić (capitano) |
| 12 | Spagna (bandiera)     | C     | Vicente Iborra          |
| 13 | Portogallo (bandiera) | P     | Beto                    |
| 14 | Cile (bandiera)       | A     | Bryan Rabello           |
| 15 | Germania (bandiera)   | C     | Piotr Trochowski        |
| 16 | Russia (bandiera)     | C     | Denis Cheryshev         |
| 17 | Spagna (bandiera)     | C     | Jairo Samperio          |
| 18 | Francia (bandiera)    | A     | Kevin Gameiro           |
| 19 | Spagna (bandiera)     | A     | José Antonio Reyes      |

| N. |                        | Ruolo | Calciatore                |
| -- | ---------------------- | ----- | ------------------------- |
| 20 | Spagna (bandiera)      | C     | Vitolo                    |
| 21 | Argentina (bandiera)   | D     | Nicolás Pareja            |
| 22 | Camerun (bandiera)     | C     | Stéphane M'Bia            |
| 22 | Francia (bandiera)     | C     | Geoffrey Kondogbia        |
| 23 | Spagna (bandiera)      | D     | Coke                      |
| 24 | Brasile (bandiera)     | D     | Cicinho                   |
| 24 | Romania (bandiera)     | A     | Raul Rusescu              |
| 25 | Spagna (bandiera)      | P     | Julián Cuesta             |
| 26 | Spagna (bandiera)      | D     | Modesto Acosta de la Rosa |
| 27 | Spagna (bandiera)      | C     | Antonio Jesús Cotán Pérez |
| 28 | Spagna (bandiera)      | D     | Moisés Delgado            |
| 30 | Spagna (bandiera)      | D     | Israel Puerto Pineda      |
| 32 | Spagna (bandiera)      | D     | Alberto Moreno            |
| 33 | Spagna (bandiera)      | A     | Carlos Fernández Luna     |
|    | Paesi Bassi (bandiera) | C     | Hedwiges Maduro           |
|    | Italia (bandiera)      | C     | Tiberio Guarente          |
|    | Cile (bandiera)        | C     | Gary Medel                |
|    | Spagna (bandiera)      | C     | Javi Hervás               |
|    | Senegal (bandiera)     | A     | Babá                      |

## Calciomercato

### Sessione estiva(dall'1/7 al 2/9)
La sessione estiva del calciomercato vede molto impegnato il Siviglia, che cambia buona parte della rosa. Molti sono i giocatori che tornano dai vari prestiti, ma la maggior parte di essi viene o ceduta nuovamente (come Spahić, Antonio Luna e il giapponese Hiroshi Ibusuki) o svincolata (Bernardo Espinosa, Lautaro Acosta e Alexis Ruano Delgado).
Altri però sono i colpi importanti dei rojiblancos: in entrata si riscontrano il riscatto del portiere Beto per 2 milioni si euro, e l'acquisto del cartellino degli attaccanti Bacca e Gameiro, rispettivamente per 7 e 7,5 milioni. Inoltre entrambi gli attaccanti hanno firmato un quinquennale con clausola rescissoria: 30 milioni quella di Bacca e 40 quella del francese.
In uscita invece il Siviglia vende alcuni dei suoi migliori giocatori: in particolare l'esterno Jesús Navas, che per 17 milioni di sterline (più bonus di 4,6 milioni) passa al Manchester City, la punta Álvaro Negredo, che segue il compagno al City per una cifra di circa 25 milioni di euro che rendono il nazionale spagnolo la seconda cessione più proficua dei nervionenses. Inoltre viene svincolato lo storico capitano e portiere del Siviglia Andrés Palop, dopo otto stagioni, 295 partite e sei titoli vinti con il club andaluso, dal quale viene anche considerato il suo miglior portiere.
Altre cessioni di rilievo sono quelle di Gary Medel, che per 11 milioni di sterline finisce al Cardiff City, e Luis Alberto, che per otto milioni di euro diventa un giocatore del Liverpool. L'ultimo grande colpo, anche questo in uscita, riguarda la cessione del giovane nazionale francese Geoffrey Kondogbia che si trasferisce al Monaco per 20 milioni di euro, cifra equivalente alla clausola che il giocatore aveva con il Siviglia.
| Acquisti | Acquisti             | Acquisti            | Acquisti                      |
| R.       | Nome                 | da                  | Modalità                      |
| -------- | -------------------- | ------------------- | ----------------------------- |
| D        | Emir Spahić          | Anži                | fine prestito                 |
| D        | Antonio Luna         | Maiorca             | fine prestito                 |
| D        | Bernardo Espinosa    | Sporting Gijón      | fine prestito                 |
| A        | Hiroshi Ibusuki      | Eupen               | fine prestito                 |
| A        | Lautaro Acosta       | Boca Juniors        | fine prestito                 |
| A        | Luis Alberto         | Barcellona B        | fine prestito                 |
| C        | Tiberio Guarente     | Bologna             | fine prestito                 |
| D        | Alexis Ruano Delgado | Getafe              | fine prestito                 |
| P        | Javi Varas           | Celta Vigo          | fine prestito                 |
| C        | Marko Marin          | Chelsea             | prestito                      |
| P        | Beto                 | Braga               | riscatto cartellino (2 mln €) |
| C        | Jairo Samperio       | Racing Santander    | definitivo (2,5 mln €)        |
| A        | Raul Rusescu         | Steaua Bucarest     | definitivo (2,5 mln €)        |
| C        | Vitolo               | Las Palmas          | definitivo (3,2 mln €)        |
| D        | Nicolás Pareja       | Spartak Mosca       | prestito                      |
| A        | Carlos Bacca         | Club Bruges         | definitivo (7 mln €)          |
| D        | Daniel Carriço       | Reading             | prestito                      |
| D        | Diogo Figueiras      | Paços Ferreira      | definitivo (1 mln €)          |
| A        | Kevin Gameiro        | Paris Saint-Germain | definitivo (7,5 mln €)        |
| C        | Sebastián Cristóforo | Peñarol             | definitivo (2,25 mln €)       |
| C        | Vicente Iborra       | Levante             | definitivo (6 mln €)          |
| C        | Stéphane M'Bia       | QPR                 | prestito                      |
| A        | Denis Cheryshev      | Real Madrid         | prestito                      |

| Cessioni | Cessioni             | Cessioni          | Cessioni               |
| R.       | Nome                 | a                 | Modalità               |
| -------- | -------------------- | ----------------- | ---------------------- |
| P        | Beto                 | Braga             | fine prestito          |
| D        | Bernardo Espinosa    |                   | svincolato             |
| P        | Andrés Palop         |                   | svincolato             |
| D        | Emir Spahić          | Bayer Leverkusen  | definitivo (400.000 €) |
| D        | Antonio Luna         | Aston Villa       | definitivo (2 mln €)   |
| A        | Luis Alberto         | Liverpool         | definitivo (8 mln €)   |
| C        | Jesús Navas          | Manchester City   | definitivo (20 mln €)  |
| A        | Manu del Moral       | Elche             | prestito               |
| C        | Miroslav Stevanović  | Elche             | prestito               |
| A        | Hiroshi Ibusuki      | Valencia Mestalla | definitivo (?)         |
| A        | Lautaro Acosta       |                   | svincolato             |
| A        | Álvaro Negredo       | Manchester City   | definitivo (25 mln €)  |
| C        | José Gómez Campaña   | Crystal Palace    | definitivo (2 mln €)   |
| D        | Alberto Botía        | Elche             | prestito               |
| D        | Alexis Ruano Delgado |                   | svincolato             |
| C        | Gary Medel           | Cardiff City      | definitivo (13 mln €)  |
| C        | Javi Hervás          | Hércules          | prestito               |
| A        | Babá                 | Levante           | prestito               |
| C        | Tiberio Guarente     | Catania           | prestito               |
| C        | Geoffrey Kondogbia   | Monaco            | definitivo (20 mln €)  |

### Sessione invernale(dal 3/1 al 31/1)
| Acquisti | Acquisti | Acquisti | Acquisti |
| R.       | Nome     | da       | Modalità |
| -------- | -------- | -------- | -------- |

| Cessioni | Cessioni            | Cessioni            | Cessioni                     |
| R.       | Nome                | a                   | Modalità                     |
| -------- | ------------------- | ------------------- | ---------------------------- |
| A        | Raul Rusescu        | Braga               | prestito oneroso (225.000 €) |
| C        | Hedwiges Maduro     |                     | svincolato                   |
| P        | Julián Cuesta Díaz  | Almería             | prestito                     |
| A        | Bryan Rabello       | Deportivo La Coruña | prestito                     |
| C        | Miroslav Stevanović | Alavés              | prestito                     |
| C        | Tiberio Guarente    | Chievo              | prestito                     |
| D        | Cala                | Cardiff City        | definitivo (350.000 €)       |
| C        | Diego Perotti       | Boca Juniors        | prestito                     |

## Risultati

### Primera División

#### Girone d'andata
| Arbitro: | Clos Gómez (Comitato argonese) |

|             |           |                              |
| Perotti 38’ | Marcatori | 35’, 79’ Costa 89’ Rodríguez |

| Valencia 25 agosto 2013, ore 21:00 CEST 2ª giornata | Levante                               | 0 – 0 referto | Siviglia | Ciutat de Valencia (12.600 spett.)\| Arbitro: \| Teixeira Vitienes (Comitato cantabro) \| |
| Arbitro:                                            | Teixeira Vitienes (Comitato cantabro) |               |          |                                                                                           |

| Arbitro: | Del Cerro Grande (Comitato madrileno) |

|                  |           |                           |
| Gameiro 43’, 72’ | Marcatori | 39’ Morales 67’Santa Cruz |

| Arbitro: | Muñiz Fernández (Comitato asturiano) |

|                                        |           |                      |
| Dani Alves 35’ Messi 74’ Sánchez 90+2’ | Marcatori | 79’ Rakitic 89’ Coke |

| Arbitro: | Undiano Mallenco (Comitato navarro) |

|                         |           |             |
| Jonas 31’, 72’ Ruiz 82’ | Marcatori | 51’ Gameiro |

| Arbitro: | Mateu Lahoz (Comitato valenciano) |

|                                 |           |              |
| Rakitić 17’, 53’ Bacca 80’, 88’ | Marcatori | 55’ González |

| Arbitro: | Velasco Carballo (Comitato madrileno) |

|               |           |              |
| Griezmann 65’ | Marcatori | 18’ Samperio |

| Arbitro: | Iglesias Villanueva (Comitato galiziano) |

|                        |           |           |
| Gameiro 5’ Rakitić 89’ | Marcatori | 23’ Rodri |

| Arbitro: | Prieto Iglesias (Comitato navarro) |

|                       |           |                     |
| Manucho 80’ Ebert 84’ | Marcatori | 1’ Bacca 30’ Moreno |

| Arbitro: | González González (Comitato castiglianoleonese) |

|                          |           |           |
| Rakitić 55’ Samperio 74’ | Marcatori | 87’ Riera |

| Arbitro: | Teixeira Vitienes (Comitato cantabro) |

|                                                      |           |                            |
| Bale 13’, 27’ Ronaldo 31’, 60’, 71’ Benzema 52’, 79’ | Marcatori | 38’, 63’ Rakitić 40’ Bacca |

| Arbitro: | Martínez Munuera (Comitato valenciano) |

|  |           |           |
|  | Marcatori | 47’ Lopez |

| Arbitro: | Ayza Gámez (Comitato valenciano) |

|            |           |                               |
| García 23’ | Marcatori | 3’ Fazio 10’ Vitolo 58’ Bacca |

| Arbitro: | Estrada Fernández (Comitato catalano) |

|                                          |           |  |
| Bacca 3’ M'Bia 44’ Vitolo 59’ Iborra 88’ | Marcatori |  |

| Arbitro: | Del Cerro Grande (Comitato madrileno) |

|             |           |                       |
| Brahimi 60’ | Marcatori | 24’ Bacca 87’ Gameiro |

| Arbitro: | Undiano Mallenco (Comitato navarro) |

|           |           |            |
| Moreno 4’ | Marcatori | 7’ Susaeta |

| Arbitro: | Gil Manzano (Comitato estremegno) |

|            |           |                    |
| Perbet 88’ | Marcatori | 24’ Cala 71’ Bacca |

| Arbitro: | Angel Ayza Gámez (Comitato valenciano) |

|                                  |           |  |
| Vitolo 34’ Bacca 55’ Rakitić 77’ | Marcatori |  |

| Arbitro: | Alvarez Izquierdo (Comitato catalano) |

|             |           |             |
| Herrera 82’ | Marcatori | 88’ Carriço |

#### Girone di ritorno
| Arbitro: | Hernández Hernández (Comitato di Las Palmas) |

|           |           |             |
| Villa 17’ | Marcatori | 72’ Rakitić |

| Arbitro: | Teixeira Vitienes (Comitato cantabro) |

|                      |           |                                 |
| Coke 25’ Rakitić 68’ | Marcatori | 29’ Barral 70’ Vyntra 75’ Simão |

| Arbitro: | González González (Comitato castiglianoleonese) |

|                        |           |                     |
| Duda 30’, 83’ Samu 76’ | Marcatori | 49’ Bacca 65’ Fazio |

| Arbitro: | Teixeira Vitienes (Comitato cantabro) |

|            |           |                                         |
| Moreno 14’ | Marcatori | 34’ Sánchez 43’, 55’ Messi 87’ Fàbregas |

| Siviglia 16 febbraio 2014, ore 21:00 CET 24ª giornata | Siviglia                              | 0 – 0 referto | Valencia | Ramón Sánchez-Pizjuán (30.000 spett.)\| Arbitro: \| Alvarez Izquierdo (Comitato catalano) \| |
| Arbitro:                                              | Alvarez Izquierdo (Comitato catalano) |               |          |                                                                                              |

| Arbitro: | Delgado Ferreiro (Comitato basco) |

|  |           |          |
|  | Marcatori | 56’ Coke |

| Arbitro: | Hernández Hernández (Comitato di Las Palmas) |

|             |           |  |
| Gameiro 77’ | Marcatori |  |

| Arbitro: | Clis Gomez (Comitato aragonese) |

|           |           |                                   |
| Vidal 84’ | Marcatori | 30’ Bacca 51’ Carriço 76’ Gameiro |

| Arbitro: | Velasco Carballo (Comitato madrileno) |

|                                            |           |            |
| Rakitić 23’ Gameiro 41’, 65’ Figueiras 73’ | Marcatori | 76’ Guerra |

| Arbitro: | Alvarez Izquierdo (Comitato catalano) |

|           |           |                        |
| Acuña 89’ | Marcatori | 26’ Samperio 44’ Bacca |

| Arbitro: | González González (Comitato castiglianoleonese) |

|                |           |             |
| Bacca 18’, 72’ | Marcatori | 14’ Ronaldo |

| Arbitro: | Martínez Munuera (Comitato valenciano) |

|            |           |  |
| Nolito 86’ | Marcatori |  |

| Arbitro: | Del Cerro Grande (Comitato madrileno) |

|                                        |           |            |
| M'Bia 18’ Gameiro 44’, 83’ Rakitić 88’ | Marcatori | 47’ García |

| Arbitro: | Velasco Carballo (Comitato madrileno) |

|  |           |                  |
|  | Marcatori | 29’, 81’ Gameiro |

| Arbitro: | Teixeira Vitienes (Comitato cantabro) |

|                                                   |           |  |
| Maínz 13’ (aut.) Gameiro 50’ M'Bia 57’ Vitolo 67’ | Marcatori |  |

| Arbitro: | Alvarez Izquierdo (Comitato catalano) |

|                                    |           |             |
| Susaeta 4’ Muniain 53’ Herrera 72’ | Marcatori | 78’ Gameiro |

| Siviglia 4 maggio 2014, ore 19:00 CEST 36ª giornata | Siviglia                           | 0 – 0 referto | Villarreal | Ramón Sánchez-Pizjuán (33.000 spett.)\| Arbitro: \| Prieto Iglesias (Comitato navarro) \| |
| Arbitro:                                            | Prieto Iglesias (Comitato navarro) |               |            |                                                                                           |

| Arbitro: | Estrada Fernández (Comitato catalano) |

|              |           |  |
| Escudero 70’ | Marcatori |  |

| Arbitro: | Hernández Hernández (Comitato di Las Palmas) |

|                              |           |            |
| Iborra 16’, 71’ Samperio 60’ | Marcatori | 89’ Boakye |

### Coppa Del Re
| Arbitro: | Iglesias Villanueva (Comitato galiziano) |

|  |           |             |
|  | Marcatori | 4’ Samperio |

| Arbitro: | González González (Comitato castiglianoleonese) |

|  |           |                              |
|  | Marcatori | 62’ (rig.) Miguélez 89’ Koné |

### UEFA Europa League

#### Turni preliminari
| Arbitro: | Vincic |

|                                            |           |  |
| Bacca 18’ Perotti 82’ (rig.) Carriço 90+1’ | Marcatori |  |

| Arbitro: | Aranovskiy |

|                 |           |                                                       |
| Pavićević 90+1’ | Marcatori | 10’ Vitolo 23’, 39’ Rusescu 33’ Rabello 37’, 60’ Coke |

##### Play-off
| Arbitro: | Grafe |

|                                        |           |            |
| Rakitić 36’ Marin 67’, 89’ Gameiro 85’ | Marcatori | 16’ Paixão |

| Arbitro: | Aydinus |

|  |           |                                                     |
|  | Marcatori | 22’ Rakitić 38’, 87’ Bacca 71’ Samperio 78’ Perotti |

#### Fase a gironi
| Arbitro: | Yefet |

|           |           |                        |
| Bruno 61’ | Marcatori | 59’ Vitolo 77’ Gameiro |

| Arbitro: | Bezborodov |

|                                |           |  |
| Perotti 63’ (rig.) Bacca 90+1’ | Marcatori |  |

| Arbitro: | Silhavy |

|             |           |            |
| Rabušic 20’ | Marcatori | 88’ Vitolo |

| Arbitro: | Marciniak |

|             |           |             |
| Perotti 29’ | Marcatori | 71’ Pavelka |

| Arbitro: | Sidiropulos |

|            |           |               |
| Gameiro 7’ | Marcatori | 90’ Fernandes |

| Arbitro: | Chapron |

|  |           |                          |
|  | Marcatori | 40’ Iborra 90+4’ Rusescu |

#### Fase ad eliminazione diretta
| Arbitro: | Vad |

|                       |           |                       |
| Tavares 33’ Vršič 81’ | Marcatori | 47’ Gameiro 72’ Fazio |

| Arbitro: | Banti |

|                       |           |             |
| Reyes 42’ Gameiro 59’ | Marcatori | 90+2’ Vršič |

| Arbitro: | Cakir |

|  |           |                           |
|  | Marcatori | 15’ Baptistão 77’ Sevilla |

| Arbitro: | Proenca |

|                                   |                      |                                    |
|                                   | Marcatori            | 20’ Reyes 75’ Bacca                |
| Castro Sevilla Amaya N'Diaye Nono | Tiri di rigore 3 – 4 | Vitolo Coke Gameiro Moreno Rakitić |

| Arbitro: | Stark |

|             |           |  |
| Mangala 31’ | Marcatori |  |

| Arbitro: | Rocchi |

|                                                    |           |                |
| Rakitić 5’ (rig.) Vitolo 26’ Bacca 29’ Gameiro 79’ | Marcatori | 90+2’ Quaresma |

| Arbitro: | Skomina |

|                     |           |  |
| M'Bia 33’ Bacca 36’ | Marcatori |  |

| Arbitro: | Mazic |

|                                          |           |             |
| Feghouli 14’ Beto 26’ (aut.) Mathieu 69’ | Marcatori | 90+4’ M'Bia |

| Arbitro: | Brych |

|                          |                      |                             |
| Bacca M'Bia Coke Gameiro | Tiri di rigore 4 – 2 | Lima Cardozo Rodrigo Luisão |

## Statistiche
Tutte le statistiche aggiornate al 18 maggio 2014, a stagione finita.

### Statistiche di squadra
| Competizione       | Punti | In casa | In casa | In casa | In casa | In casa | In casa | In trasferta | In trasferta | In trasferta | In trasferta | In trasferta | In trasferta | Totale | Totale | Totale | Totale | Totale | Totale | D.R |
| Competizione       | Punti | G       | V       | N       | P       | Gf      | Gs      | G            | V            | N            | P            | Gf           | Gs           | G      | V      | N      | P      | Gf     | Gs     | D.R |
| ------------------ | ----- | ------- | ------- | ------- | ------- | ------- | ------- | ------------ | ------------ | ------------ | ------------ | ------------ | ------------ | ------ | ------ | ------ | ------ | ------ | ------ | --- |
| Campionato         | 63    | 19      | 11      | 4       | 4       | 40      | 21      | 19           | 7            | 5            | 7            | 29           | 31           | 38     | 18     | 9      | 11     | 69     | 52     | +17 |
| Coppa del Re       | -     | 1       | 0       | 0       | 1       | 0       | 2       | 1            | 1            | 0            | 0            | 1            | 0            | 2      | 1      | 0      | 1      | 1      | 2      | -1  |
| UEFA Europa League | 12    | 9       | 6       | 2       | 1       | 19      | 7       | 10           | 5            | 3            | 2            | 21           | 9            | 19     | 11     | 5      | 3      | 40     | 16     | +24 |
| Totale             | 75    | 29      | 17      | 6       | 6       | 59      | 30      | 30           | 13           | 8            | 9            | 51           | 40           | 59     | 30     | 14     | 15     | 110    | 70     | +40 |

### Statistiche dei giocatori
In corsivo i giocatori che hanno lasciato la squadra a stagione già iniziata.
| Giocatore     | Primera División | Primera División | Primera División | Primera División | Coppa di Spagna | Coppa di Spagna | Coppa di Spagna | Coppa di Spagna | Europa League | Europa League | Europa League | Europa League | Totale   | Totale | Totale      | Totale     |
| Giocatore     | Presenze         | Reti             | Ammonizioni      | Espulsioni       | Presenze        | Reti            | Ammonizioni     | Espulsioni      | Presenze      | Reti          | Ammonizioni   | Espulsioni    | Presenze | Reti   | Ammonizioni | Espulsioni |
| ------------- | ---------------- | ---------------- | ---------------- | ---------------- | --------------- | --------------- | --------------- | --------------- | ------------- | ------------- | ------------- | ------------- | -------- | ------ | ----------- | ---------- |
| Baba          | -                | -                | -                | -                | -               | -               | -               | -               | -             | -             | -             | -             | -        | -      | -           | -          |
| C. Bacca      | 35               | 14               | 4                | 0                | 1               | 0               | 0               | 0               | 16            | 7             | 2             | 0             | 52       | 21     | 6           | 0          |
| Beto          | 33               | -46              | 3                | 0                | 0               | -0              | 0               | 0               | 10            | 0             | 0             | 0             | 43       | -46    | 3           | 0          |
| Cala          | 9                | 1                | 7                | 2                | 2               | 0               | 2               | 0               | 8             | 0             | 2             | 0             | 19       | 1      | 11          | 2          |
| D. Carriço    | 22               | 2                | 8                | 0                | -               | -               | -               | -               | 9             | 1             | 2             | 0             | 31       | 3      | 10          | 0          |
| Cicinho       | 0                | 0                | 0                | 0                | -               | -               | -               | -               | 0             | 0             | 0             | 0             | 0        | 0      | 0           | 0          |
| D. Cheryshev  | 4                | 0                | 3                | 1                | -               | -               | -               | -               | 1             | 0             | 0             | 0             | 5        | 0      | 3           | 1          |
| Coke          | 25               | 3                | 7                | 0                | 1               | 0               | 2               | 1               | 12            | 2             | 6             | 1             | 38       | 5      | 15          | 2          |
| A. Cotán      | 2                | 0                | 1                | 0                | -               | -               | -               | -               | 2             | 0             | 0             | 0             | 4        | 0      | 1           | 0          |
| S. Cristóforo | 12               | 0                | 3                | 0                | 2               | 0               | 1               | 0               | 7             | 0             | 1             | 0             | 21       | 0      | 5           | 0          |
| J. Cuesta     | 0                | -0               | 0                | 0                | 0               | -0              | 0               | 0               | 0             | -0            | 0             | 0             | 0        | -0     | 0           | 0          |
| F. Fazio      | 27               | 2                | 8                | 0                | 1               | 0               | 0               | 0               | 13            | 1             | 4             | 0             | 41       | 3      | 12          | 0          |
| C. Fernández  | 4                | 0                | 0                | 0                | 1               | 0               | 0               | 0               | 0             | 0             | 0             | 0             | 5        | 0      | 0           | 0          |
| D. Figueiras  | 22               | 1                | 10               | 1                | 1               | 0               | 2               | 1               | 12            | 0             | 3             | 0             | 35       | 1      | 15          | 2          |
| K. Gameiro    | 35               | 15               | 2                | 0                | 1               | 0               | 0               | 0               | 13            | 6             | 0             | 0             | 49       | 21     | 2           | 0          |
| Gonzalo       | 0                | 0                | 0                | 0                | -               | -               | -               | -               | -             | -             | -             | -             | 0        | 0      | 0           | 0          |
| T. Guarente   | -                | -                | -                | -                | -               | -               | -               | -               | 0             | 0             | 0             | 0             | 0        | 0      | 0           | 0          |
| J. Hervás     | -                | -                | -                | -                | -               | -               | -               | -               | -             | -             | -             | -             | -        | -      | -           | -          |
| V. Iborra     | 27               | 3                | 13               | 1                | 2               | 0               | 1               | 0               | 12            | 1             | 3             | 0             | 41       | 4      | 17          | 1          |
| G. Kondogbia  | 2                | 0                | 2                | 0                | -               | -               | -               | -               | 1             | 0             | 0             | 0             | 3        | 0      | 2           | 0          |
| Luismi        | 0                | 0                | 0                | 0                | -               | -               | -               | -               | 0             | 0             | 0             | 0             | 0        | 0      | 0           | 0          |
| H. Maduro     | -                | -                | -                | -                | -               | -               | -               | -               | 1             | 0             | 0             | 0             | 1        | 0      | 0           | 0          |
| M. Marin      | 18               | 0                | 3                | 0                | -               | -               | -               | -               | 12            | 2             | 2             | 0             | 30       | 2      | 5           | 0          |
| S. M'Bia      | 19               | 3                | 8                | 1                | 2               | 0               | 0               | 1               | 8             | 2             | 3             | 0             | 29       | 5      | 11          | 2          |
| G. Medel      | -                | -                | -                | -                | -               | -               | -               | -               | -             | -             | -             | -             | -        | -      | -           | -          |
| Modesto       | 1                | 0                | 0                | 0                | -               | -               | -               | -               | -             | -             | -             | -             | 1        | 0      | 0           | 0          |
| M. Delgado    | 2                | 0                | 0                | 0                | -               | -               | -               | -               | -             | -             | -             | -             | 2        | 0      | 0           | 0          |
| A. Moreno     | 29               | 3                | 5                | 1                | 1               | 0               | 0               | 0               | 14            | 0             | 4             | 0             | 44       | 3      | 9           | 1          |
| F. Navarro    | 24               | 0                | 5                | 0                | 2               | 0               | 0               | 0               | 13            | 0             | 1             | 0             | 39       | 0      | 6           | 0          |
| N. Pareja     | 25               | 0                | 4                | 0                | -               | -               | -               | -               | 12            | 0             | 1             | 0             | 37       | 0      | 5           | 0          |
| D. Perotti    | 10               | 1                | 2                | 0                | 1               | 0               | 0               | 0               | 8             | 4             | 1             | 0             | 19       | 5      | 3           | 0          |
| I. Puerto     | 3                | 0                | 0                | 0                | 0               | 0               | 0               | 0               | 1             | 0             | 0             | 0             | 4        | 0      | 0           | 0          |
| B. Rabello    | 6                | 0                | 0                | 0                | 1               | 0               | 0               | 0               | 8             | 1             | 0             | 0             | 15       | 1      | 0           | 0          |
| I. Rakitić    | 34               | 12               | 7                | 0                | -               | -               | -               | -               | 18            | 3             | 0             | 0             | 52       | 15     | 7           | 0          |
| A. Reyes      | 21               | 0                | 5                | 0                | 1               | 0               | 0               | 0               | 12            | 2             | 1             | 0             | 34       | 2      | 6           | 0          |
| S. Rico       | 0                | 0                | 0                | 0                | -               | -               | -               | -               | -             | -             | -             | -             | 0        | 0      | 0           | 0          |
| R. Rusescu    | 1                | 0                | 0                | 0                | 2               | 0               | 1               | 0               | 4             | 3             | 1             | 0             | 7        | 3      | 2           | 0          |
| J. Samperio   | 25               | 4                | 3                | 1                | 2               | 1               | 0               | 0               | 9             | 1             | 4             | 0             | 36       | 6      | 7           | 1          |
| P. Trochowski | 18               | 0                | 2                | 0                | 1               | 0               | 0               | 0               | 5             | 0             | 0             | 0             | 24       | 0      | 2           | 0          |
| J. Varas      | 6                | -6               | 0                | 0                | 2               | -2              | 1               | 0               | 9             | 0             | 0             | 0             | 17       | -8     | 1           | 0          |
| Vitolo        | 29               | 4                | 6                | 0                | -               | -               | -               | -               | 16            | 4             | 0             | 0             | 45       | 8      | 6           | 0          |

## Giovanili

### Organigramma societario
Area direttiva
- Direttore giovanili: Ramón Somalo Infante

Area tecnica - Sevilla Atlético
- Allenatore: Ramon Tejada Carregalo
- Allenatori in seconda: Manuel Utrilla Abad
- Terzo allenatore: Enrique Arroyo Theotonio
- Preparatore dei portieri: José Luis Silva Benítez
- Preparatore atletico: Ignacio Oria

Area tecnica - Sevilla C
- Team manager: José Cabello Caballero
- Allenatore: Francisco Javier Pérez Garramiola
- Allenatore in seconda: Carlos Antón Gómez
- Preparatore atletico: Victor Manuel Lafuente Nadales

Area tecnica - Juvenil A
- Team manager: José Díaz Fuentes
- Allenatore: Agustín López Paez
- Allenatore in seconda: Marcos Gallego
- Preparatore atletico: Juan José del Ojo

Area tecnica - Juvenil B
- Team manager: José Luis Chico Gálvez
- Allenatore: Salvador Bernal Fernández
- Preparatore atletico: Claudio Carrascal Barrero

Area tecnica - Cadete A
- Team manager: Joaquín Martín
- Allenatore: Salvador Ocaña

Area tecnica - Cadete B
- Team manager: Victor Manuel Estevez Luquiño
- Allenatore: Luis Acevedo Suárez
- Preparatore atletico: Carlos Otero

Area tecnica - Infantil A
- Team manager: Enrique Arenillas Colchero
- Allenatore: Antonio Pérez Leiva
- Preparatore atletico: Juan Ramón Quintana Montero

Area tecnica - Infantil B
- Team manager: José Grazalema González
- Allenatore: Juan Carlos Osorno Quintana
- Allenatore in seconda: Ricardo Gómez Carrera
- Preparatore atletico: Carlos Antón Gómez

Area sanitaria
- Medici sociali: Alejandro Álvarez e Guillermo Sosa
- Fisioterapisti: Domingo Pérez, Julia Gutiérrez, Coral Racero, Andrés Márquez e Marina Dominguez
- Massaggiatori: José Castaño e Enrique Marín
- Recupero infortunati: Miguel Angel Martínez e Juan Martín
- Psicologo Sevilla Atlético: Enrique Arroyo Theotonio[106]
- Fisioterapista Sevilla C: Jose Carlos Ortega Ocaña[107]
- Assistente sanitario Juvenil A, B: Juan Cervián Escobar

### Piazzamenti
- Sevilla Atlético:
  - Segunda División B 2013-2014: 15º classificato nel gruppo IV.
- Sevilla C
  - Tercera División 2013-2014: 15º classificato nel gruppo X.
- Juvenil A:
  - Campionato: 2º classificato nel gruppo 4 della División de Honor. Qualificato alla "Copa de Campeones".
  - Copa de Campeones: Quarti di finale.[114]